# Abel Nado
Mayor general Abel Nado (1933/1934 – Bangui, 10 de junio de 2024) fue un oficial militar y político centroafricano que ocupó diversos cargos ministeriales y prefecturales.

## Vida y carrera
Perteneciente a Mandja, Nado nació en 1933 o 1934. Se unió a las Fuerzas Armadas Centroafricanas (FACA) en un año desconocido. El 1 de enero de 1968, obtuvo el rango de subteniente y más tarde fue promovido a teniente.
Nado se convirtió en el prefecto de Bamingui-Bangoran desde el 4 de enero de 1972 hasta el 18 de agosto de 1973 con el rango de capitán. Mientras servía como prefecto de Bamingui-Bangoran, también asumió el cargo de subprefecto de Bamingui (16 de mayo de 1973 - 18 de agosto de 1973). Al dejar su puesto como prefecto, trabajó en Enerca como su director general el 21 de febrero de 1974.
Posteriormente, su rango fue elevado a mayor, coronel y, finalmente, a general de brigada. También fue uno de los primeros oficiales de señales en las FACA y se desempeñó como director general de la Oficina Nacional de Veteranos y Víctimas de Guerra.
En 1981, apoyó el golpe de Estado de Kolingba. Posteriormente, Kolingba nombró a Nado como Ministro de Energía, Minería y Geología del 1 de septiembre de 1981 al 27 de mayo de 1983, luego se desempeñó como Ministro de Obras Públicas y Desarrollo Urbano del 27 de mayo de 1983 al 21 de septiembre de 1985 bajo el Comité Militar de Recuperación Nacional.
En la década de 1990, Nado se desempeñó como Prefecto de Ouham (1992-?) y Prefecto de Nana-Mambéré (1994 - 1995). Poco después del golpe de Estado en la República Centroafricana en 2003, François Bozizé designó a Nado como uno de los dos representantes del ejército en el Consejo Nacional de Transición (CNT) el 27 de mayo de 2003.
Nado murió en Bangui el 10 de junio de 2024, a la edad de 90 años.

## Premios
- Orden de Caballeros de la Gratitud Centroafricana - 1 de enero de 1972.
- Orden de Caballeros del Mérito Centroafricano - 7 de noviembre de 1975.